# Église de Parikkala
L'église de Parikkala (finnois : Parikkalan kirkko) est  une église luthérienne située à Parikkala en Finlande.